# Kivikylän Areena
Kivikylän Areena je zimní stadion ve finském městě Rauma. Hlavním uživatelem je hokejový klub Lukko Rauma, který zde hraje všechny domácí zápasy Liigy. Hala s 5 400 místy byla otevřena v roce 1970 jako Äijänsuo Areena, ale na podzim 2006 byla přejmenována na Lännen Puhelin Arena, protože novým hlavním sponzorem haly byla společnost Lännen Puhelin. V sezóně 2007/08 byla hala opět přejmenována. Nyní se jmenuje Kivikylän Areena.
Na Mistrovství světa v ledním hokeji juniorů do 18 let ve Finsku v roce 2007 se aréna stala dějištěm několika utkání, včetně úvodního utkání mezi hostitelským Finskem a sousedním Švédskem.